# 中原突围 (电视剧)
《中原突围》，中国大陆电视剧，导演石伟，主演徐平、刘永生、郭伟华、徐成峰、高田昊、席与立。

## 剧情
该剧讲述了抗日战争结束之后的第二次国共内战时期，中国共产党和中国国民党为争夺中国大陆的政权的一场战役——“中原突围”。

## 演出
| 演员   | 角色   | 备注 |
| 徐平   | 李先念 |      |
| 刘永生 | 王震   |      |
| 郭伟华 | 周恩来 |      |
| 徐成峰 | 任质斌 |      |
| 高田昊 | 唐健   |      |
| 席与立 | 梅安妮 |      |
| 姚居德 | 张跃榜 |      |

## 花絮
该剧是“中共十六大”和“中国共产党建党80周年”的献礼片。首播式在人民大会堂河南厅举行。
该剧由湖北电视经济频道、鄂豫边区革命史编辑部和八一电影制片厂制作，首映是在中国中央电视台综合频道。
该剧是主角是中原突围的领导人物李先念和王震。